# Pekka Lagerblom
Pekka Lagerblom (Lahti, 19 ottobre 1982) è un ex calciatore finlandese, di ruolo centrocampista.

## Biografia
Ha un fratello maggiore, Lasse, anch'egli calciatore professionista. Pekka sposò Anna-Maria, sorella minore della cantante Sarah Connor, a gennaio 2005. I due si separarono nel 2009.

## Carriera

### Club

#### Werder Brema
Viene acquistato nella sessione invernale di calciomercato del 2004 dal Werder Brema, club con cui debutta in Bundesliga conquistando a fine stagione il double nazionale "campionato-coppa". L'annata successiva raggiunge la finale di DFL-Ligapokal persa col Bayern Monaco; debutta inoltre nella massima competizione europea, la Champions League, dove con la maglia biancoverde supera la fase a gironi. Tuttavia, sempre nella sessione invernale di calciomercato, visto il poco spazio trovato tra le file del Werder, viene ceduto in prestito al Norimberga.
Scaduto il prestito torna a Brema, dove trova pocho spazio visto il ritorno in squadra di Frings e l'acquisto di Vranješ, scendendo in campo solo tre volte; tuttavia termina il campionato al secondo posto dietro al Bayern e partecipa per il secondo anno consecutivo alla Champions League, arrivando agli ottavi di finale dov'è eliminato dalla Juventus. Finita la stagione lascia la squadra biancoverde.

#### Mariehamn
In vista del campionato finlandese 2013, Lagerblom firmò un contratto annuale con il Mariehamn, andando a sostituire Niskala ritiratosi da pochi mesi. Esordì in squadra il 14 aprile, schierato titolare nella vittoria per 1-3 sul campo del RoPS. Segnò l'unica rete in campionato in data 14 luglio, nella sconfitta per 1-4 contro lo Honka.

#### HamKam
Il 21 dicembre 2013, firmò un contratto con i norvegesi dello HamKam, valido a partire dal 1º gennaio 2014. Debuttò in squadra il 27 aprile, schierato titolare nella sconfitta per 1-0 sul campo del Tromsø. Il 22 giugno realizzò la prima rete in campionato, nel pareggio per 1-1 contro lo Strømmen. Il 26 giugno 2014, la sua squadra annunciò d'aver rilasciato il calciatore, che aveva richiesto la rescissione contrattuale per motivi famigliari.

#### Ånge e Lahti
In seguito allo svincolo dallo HamKam, è passato agli svedesi dell'Ånge. L'8 gennaio 2015 è tornato ufficialmente al Lahti.

#### Jacksonville Armada ed Åtvidaberg
Il 21 dicembre 2015 è passato ufficialmente al Jacksonville Armada, firmando un contratto valido a partire dal 1º gennaio 2016. Il 23 febbraio 2017 ha firmato un contratto annuale con l'Åtvidaberg, compagine svedese militante in Superettan.

### Nazionale
Tra il 2003 e il 2006, rappresentò la Finlandia in 12 occasioni.

## Palmarès

### Club

#### Competizioni nazionali
- Campionato tedesco: 1

Werder Brema: 2003-2004
- Coppa di Germania: 1

Werder Brema: 2003-2004